# 死也是好的經驗：天使女成為惡女
《死也是好的經驗：天使女成為惡女》（：／）是金綺泳導演於1990年製作的韓國電影，也是他的遺作，並由尹汝貞主演。本片於1992年錄影帶首映、1998年在釜山國際電影節首映，直到2021年7月15日才正式上映。

## 製作與發行
本片於1990年拍攝製作，是金綺泳與尹汝貞繼《火女》和《蟲女》之後，第三度合作。本片起初暫名為《奸女》（간여）、《蒼白女子的肉體》（창백한 여자의 육체）、《蒼白女子的哭聲》（창백한 여자의 울음소리）、《蒼白女子的生涯》（창백한 여자의 생애）等，最終定名《天使女成為惡女》（천사여 악녀가 되라）。由於金綺泳對成品不甚滿意，因此並未正式發行。1992年，JoungWoo電影（정우시네마）和三部製作公司（삼부프로덕숀）共同發行了錄影帶。
1995年，影片更名為《死也是好的經驗》（죽어도 좋은 경험），由副導演李正權（이정권）掛名導演重新送審。金綺泳與妻子金有鳳（김유봉）在1998年死於火災意外後，本片終於見世，於第3屆釜山國際電影節特別上映。
尹汝貞於2021年獲得奧斯卡金像獎時，Prism Works（프리즘웍스）經過3個月的作業，於2021年2月完成數位修復，將本片修復成4K超高畫質電影。4K修復版由Blue Film Works（블루필름웍스）發行，並以《死也是好的經驗：天使女成為惡女》（죽어도 좋은 경험: 천사여 악녀가 되라）作為片名，於同年7月15日正式上映。臺灣由原創娛樂代理，譯名為《妻子的復仇》，於2022年5月在多個OTT平台上架。

## 故事
崔與貞（尹汝貞飾演）在駕訓班認識了李明子（李探美飾演），而明子的丈夫金元錫（金學飾演）在不知情的情況下，成為與貞的保險員。元錫暗地裡早和妓女朴吉女（曹朱美飾演）育有三女，並受吉女指使進行結紮。吉女為了扶正，暗自接近明子，並構陷明子為竊賊，促使元錫攜手父母金達成（李榮鎬飾演）和明知淑（孫英順飾演），以多年未能懷孕為由，逼迫明子簽字離婚。與貞暗中調查吉女，並向明子揭露吉女的身份。達成與知淑得知吉女的存在後，對吉女唆使元錫結紮感到憤怒，並試圖挽回明子。吉女拿孩子洩憤，還憤恨地開車衝撞明子。渴望幸福的明子痛不欲絕，希望與貞能幫她殺了吉女，於是與貞打電話到吉女家，謊稱元錫發生車禍。當吉女駕車載著三個女兒趕往醫院時，與貞向吉女轎車的擋風玻璃潑灑紅色油漆，使四母女發生車禍身亡。
與貞和丈夫鄭東植（玄吉洙飾演）因喪子而關係不睦、彼此怪罪。與貞藉由和其他男人發生關係，來忘卻喪子之痛，但仍無法消弭空虛和性冷感；東植則一直緊追在與貞之後，懲罰每個和與貞發生關係的男人。與貞和明子進行交換謀殺，要求明子殺了東植，但明子對吉女四母女充滿罪惡感，更沒有勇氣殺人。與貞向東植提議，由明子擔任代理孕母，生下他的孩子。與貞取得眼鏡蛇的毒液，以壯陽之名，行毒害之實，要求明子咬破東植的嘴再讓他喝下毒液。東植對明子處處提防，明子只好先喝下摻有毒液的酒，兩人因此慾火焚身。明子趁著東植高潮過後，讓他在嘴破的情況下飲下毒液，東植最終因心臟麻痺而亡。
警方懷疑與貞是為了詐領保險金，而唆使明子對東植下毒。明子敵不過良心譴責，打算坦白真相，結果警方卻發現了東植的遺書。東植早有預料，並為防止與貞入獄、抱有罪惡感，因此先行寫下遺書，假造自殺跡象。與貞有所醒悟而潰堤，恍惚間發生車禍身亡。明子產下東植的孩子後，正打算將孩子遺棄，元錫卻抱走孩子，兩人重修舊好、共組家庭。

## 卡司
- 尹汝貞 飾演 崔與貞
- 玄吉洙 飾演 鄭東植
- 李探美 飾演 李明子
- 金　學 飾演 金元錫
- 曹朱美 飾演 朴吉女
- 孫英順 飾演 明知淑
- 李榮鎬 飾演 金達成
- 南星國 飾演 安德烈·朴
- 林正一 飾演 工場長
- 林久成 飾演 青年
- 金正根 飾演 畫家
- 宋一東 飾演 廚房長
- 姜秀真 飾演 元錫與吉女的大女兒
- 趙信英 飾演 元錫與吉女的二女兒
- 陳奈來 飾演 元錫與吉女的小女兒
- 申範信 飾演 警察A
- 劉　觀 飾演 警察B
- 黃　真 飾演 警察C

## 外部連結
- NAVER上《死也是好的經驗》的資料
- Daum上《死也是好的經驗：天使女成為惡女》的資料

- 韩国电影数据库（KMDb）上《天使女成為惡女》的資料
- 韩国电影数据库（KMDb）上《死也是好的經驗》的資料
- 互联网电影数据库（IMDb）上《死也是好的經驗：天使女成為惡女》的资料（英文）